# Франек, Иван
Иван Франек (чеш. Ivan Franek; 16 июня 1964, Пльзень) — чешский актёр кино и телевидения, оператор.

## Биография
Родился 16 июня 1964 года в чехословацком Пльзене. В 1989 году переехал на ПМЖ во Францию.
Дебютировал в кино 1997 году в фильме Арно Селиньяка «Если бы я мог тебя забыть, Сараево». Первую главную роль сыграл в романтической драме «Рождённые ветром».
Чаще всего Франек работает во французских и итальянских проектах, но иногда его можно встретить и в чешском кино. Например, в 2007 году он исполнил роль Карела в фильме Элис Неллис «Тайности», где его партнёрами были Ива Биттова и Карел Роден.

## Избранная фильмография
- 1997 — Если бы я мог тебя забыть, Сараево — Драган
- 2000 — Комиссар Наварро — Содран
- 2001 — Мегрэ — Владимир
- 2003 — Водка Лимон — Дилован
- 2004 — Набережная Орфевр, 36 — Бруно Винтерштейн
- 2006 — Шпионские страсти — Виктор Зиленко
- 2007 — Тайности — Карел
- 2008 — Всё ради неё — Драган
- 2009 — Армия преступников — Фери
- 2013 — Великая красота — Рон Свит
- 2013 — Мизерере — Варгос
- 2013 — Если я закрою глаза, то больше уже ничего не увижу — Феликс
- 2014 — Налёт — Андреас Мегрилишвили
- 2017 — Молодой Карл Маркс — Михаил Бакунин
- 2018 — Невидимый мальчик: Второе поколение — Андрей
- 2019 — Анна — Моссан
- 2021 — Агент 117: Из Африки с любовью — Казимир